# Yahya Dagriri
Yahya Dagriri (Arabia Saudita; 13 de agosto de 1991) es un futbolista de Arabia Saudita. Juega como delantero y su equipo actual es el Al-Ittihad de Arabia Saudita.

## Selección nacional

### Participaciones en Copas del Mundo
| Mundial                     | Sede     | Resultado        | Partidos | Goles |
| --------------------------- | -------- | ---------------- | -------- | ----- |
| Copa Mundial Sub-20 de 2011 | Colombia | Octavos de final | 4        | 1     |

## Clubes
| Club       | País           | Año           |
| ---------- | -------------- | ------------- |
| Al-Ittihad | Arabia Saudita | 2010-presente |